# Rhipidocladum racemiflorum
Rhipidocladum racemiflorum là một loài thực vật có hoa trong họ Hòa thảo. Loài này được (Steud.) McClure miêu tả khoa học đầu tiên năm 1973.